# Ciemno (województwo pomorskie)
Ciemno (kaszub. Cémno, niem. Zemmen) – wieś kaszubska w Polsce na Pojezierzu Bytowskim położona w województwie pomorskim, w powiecie bytowskim, w gminie Tuchomie na obszarze historycznego obszaru Kaszub zwanego Gochami, nad jeziorem Spore. Wieś położona jest na wysokim wzniesieniu w otoczeniu trzech jezior. W okolicach wsi znajduje się przełom rzeki Kamienicy. W miejscowości znajduje się placówka Ochotniczej Straży Pożarnej. W kierunku południowo-wschodnim znajduje się jezioro Kamieniczno.
W latach 1975–1998 miejscowość administracyjnie należała do województwa słupskiego.
Inne miejscowości o nazwie Ciemno: Ciemno, Ciemno-Gnojna, Ciemnoszyje

## Historia
W 1345 r. rycerz Chocimierz nadał ją swojemu giermkowi. Ciemno jest starym siedliskiem kaszubskiej szlachty zagrodowej, wywodzi się stąd ród Ciemińskich. Można znaleźć tu relikty zabudowy mieszkaniowej z XIX wieku. W 1919 roku po zakończonej I wojnie światowej na skutek niekorzystnej dla miejscowych Kaszubów regulacji wersalskiej wieś pozostała pod administracją niemiecką, nosząc urzędową nazwę niemiecką Zemmen i spełniając rolę niemieckiej miejscowości nadgranicznej. Okres 20. lat międzywojnia to nasilenie akcji zniemczania miejscowych Kaszubów (trwającego już od czasów pruskich).